# Polyommatus tripuncta
Polyommatus tripuncta är en fjärilsart som beskrevs av Courvoisier 1910. Polyommatus tripuncta ingår i släktet Polyommatus och familjen juvelvingar. Inga underarter finns listade i Catalogue of Life.